# Akialoa ellisiana
L'akialoa maggiore (più correttamente ʻakialoa maggiore) o akialoa di Oahu (Akialoa ellisiana (Gray, 1859)) è un uccello passeriforme estinto della famiglia Fringillidae.

## Tassonomia
Il nome scientifico della specie, ellisianus, venne scelto in omaggio a William Wade Ellis, medico di bordo e naturalista amatoriale al seguito della terza spedizione di James Cook, il quale raccolse gli esemplari in seguito utilizzati per descrivere scientificamente la specie.

## Descrizione

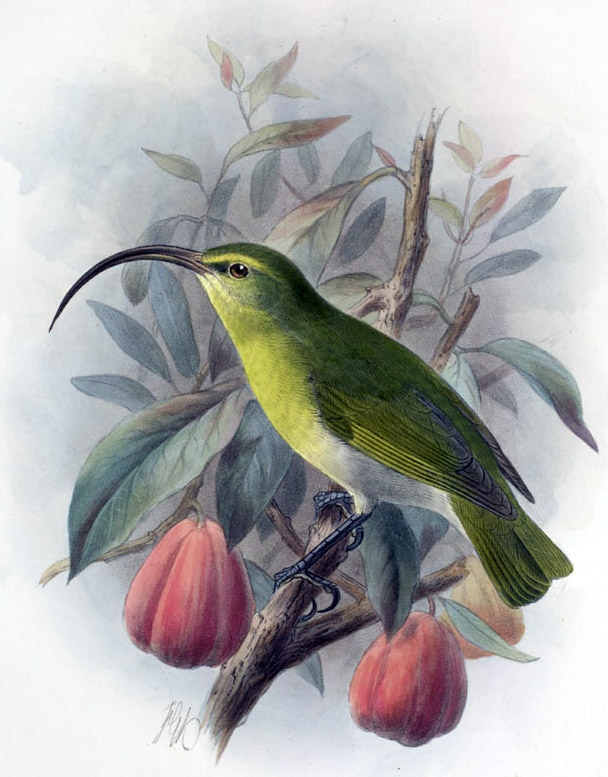
Esemplare in illustrazione di Keulemans.

### Dimensioni
Misurava circa 17–18 cm di lunghezza.

### Aspetto
Si trattava di uccelletti dall'aspetto generale tipico dei fringillidi, con ali piccole e corta coda squadrata, sul quale spiccava il lungo becco sottile e ricurvo.

Il piumaggio era verde oliva su fronte, vertice, nuca, dorso, ali e coda, con remiganti e codione più brillanti, mentre faccia e petto erano giallini (la prima con presenza di sottile mascherina scura fra i lati del becco e l'occhio) e il ventre ed i fianchi erano bianchi. Le femmine avevano colorazione meno accesa: in ambedue i sessi, becco e zampe erano nerastri, mentre gli occhi erano di colore bruno scuro.

## Biologia
Gli akialoa di Oahu erano uccelli diurni, che vivevano solitamente da soli o in coppie: essi passavanoo la maggior parte del tempo percorrendo i tronchi degli alberi, sondando gli ammassi di vegetazione e le crepe della corteccia alla ricerca di cibo.

### Alimentazione
La dieta dell'akialoa minore era perlopiù nettarivora, basandosi sul nettare di varie specie di lobelia autoctona, della koa e dell'ohia lehua, componendosi però per una buona parte anche di insetti e altri piccoli invertebrati, estratti dalle cavità del legno mediante il lungo becco.

### Riproduzione
Non esistono osservazioni dirette della riproduzione di questa specie: tuttavia, essendo questo evento molto conservativo in tutti i drepanidini, si ritiene che essa non differisca significativamente per modalità e tempistiche rispetto a quello delle altre specie affini, che sono monogame e depongono due uova in un nido a coppa, collaborando nell'allevamento della prole.

## Distribuzione e habitat
Come intuibile dal nome comune, l'akialoa di Oahu era endemico dell'isola di Oahu, dove popolava le aree di foresta montana.

## Estinzione
Già piuttosto raro a causa del ristretto areale, l'akialoa di Oahu cominciò a declinare con sorprendente rapidità alla fine del XIX secolo, tanto che l'ultimo avvistamento accertato di questi uccelli risale al 1894.
Fra i fattori che hanno portato alla scomparsa di questi uccelli, figura sicuramente la distruzione dell'habitat per far spazio ad aree coltivate o insediamenti, ma soprattutto l'arrivo di malattie trasmesse dalle specie introdotte mediante le zanzare (anch'esse introdotte), le quali hanno avuto effetti disastrosi su tutte le specie di drepanidini.